# XMLmind XML Editor
XMLmind XML Editor (XXE) — редактор XML работающий в режиме, близком к WYSIWYG (точнее говоря — WYSIWYM). Поддерживает редактирование DITA, DocBook, XHTML и MathML. Написан на Java, что обеспечивает кроссплатформенность.
XMLmind XML Editor — коммерческий проприетарный продукт, однако доступна бесплатная персональная редакция (personal edition), лицензированная для работы над некоммерческими или open source проектами и ограниченная в плане импорта документов в формате DOCX. Исходный код редактора поставляется покупателям коллективных Site License, Corporate License или позволяющей распространение программных продуктов, включающих модификацию XXE в качестве одного из компонентов, Developer License. Доступны также специальные редакции с более узкой функциональностью, такие, как XMLMind DITA Editor, DocBook Editor, и XHTML Editor, профессиональная индивидуальная редакция которых несколько дешевле.